# Iklanberény
Iklanberény (em croata: Biernja) é um município da Hungria, situado no condado de Vas. Tem 2,96 km² de área e sua população em 2015 foi estimada em 39 habitantes.